# Alpi Graie
Le Alpi Graie sono una sezione delle Alpi, appartenenti al grande settore delle Alpi Nord-Occidentali, che interessano la Francia, l'Italia e, marginalmente, la Svizzera. La presenza, all'interno della sezione, del monte Bianco, vetta più alta delle Alpi, le rende particolarmente conosciute e importanti.

## Toponimo
Il toponimo Alpi Graie deriva dalla tribù celtica dei Graioceli che abitò la zona del colle del Moncenisio e le Valli di Lanzo .

## Storia
Abitata fin da diversi secoli avanti Cristo da popolazioni galliche, tra cui i Graioceli e i Salassi, l'area delle Alpi Graie fu poi conquistata dai Romani nel I secolo a.C. In seguito alla caduta dell'Impero romano d'Occidente fu poi contesa tra diverse popolazioni e tribù germaniche. La maggior parte delle Alpi Graie appartenne per molti secoli al Ducato di Savoia (poi Regno di Sardegna). 
Dopo la cessione di Nizza della Savoia sancita dal Trattato di Torino (24 marzo 1860), i versanti occidentali della porzione meridionale della catena passarono alla Repubblica Francese. Oggi le Alpi Graie sono situate tra Francia (ovest), Italia (sud-est) e Svizzera (nord-est). Le Alpi Graie sono state protagoniste nella storia dell'alpinismo fin dalla conquista della vetta del Monte Bianco avvenuta nel 1786. Nell'800 vengono salite le principali montagne della sezione alpina. Le prime associazioni di guide alpine nascono all'ombra del Monte Bianco.

## Geografia

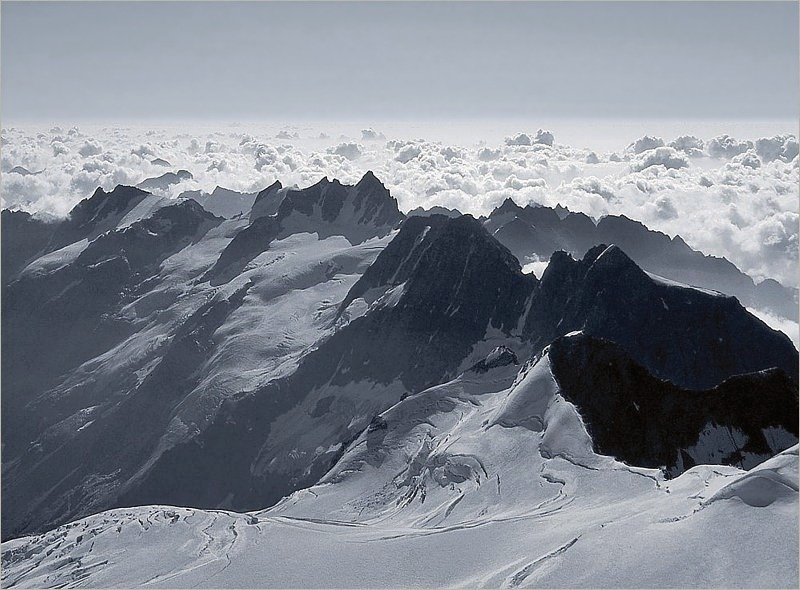
Panorama del Gran Paradiso.

Le Alpi Graie interessano in Italia le regioni del Piemonte e della Valle d'Aosta; in Francia i dipartimenti della Savoia e dell'Alta Savoia e in Svizzera il Canton Vallese.
Confinano:
- a nord-est con le Alpi Pennine dalle quali sono separate dal Petit col Ferret;
- a nord per un breve tratto con le Alpi Bernesi;
- a nord-ovest con le Prealpi di Savoia dalle quali sono separate dal Colle des Montets e dalla Sella di Megève;
- a sud-ovest con le Alpi del Delfinato dalle quali sono sperate dal fiume Arc;
- a sud con le Alpi Cozie dalle quali sono separate dal Colle del Moncenisio e dai fiumi Dora Riparia e Arc;
- ad est terminano nella Pianura padana.

Le Alpi Graie insieme alle Cozie e alle Marittime con la loro cresta segnano il confine tra Italia e Francia; questo confine si incontra con quello svizzero sul Mont Dolent nel massiccio del Monte Bianco.

Dal punto di vista orografico le sottosezioni Alpi di Lanzo e dell'Alta Moriana, Alpi della Grande Sassière e del Rutor e Alpi del Monte Bianco sono sulla catena principale alpina mentre le Alpi della Vanoise e del Grand Arc si staccano ad ovest al colle dell'Iseran, le Alpi del Gran Paradiso si staccano ad est al colle del Nivolet, le Alpi del Beaufortain si staccano ad ovest al colle di Meraillet. 

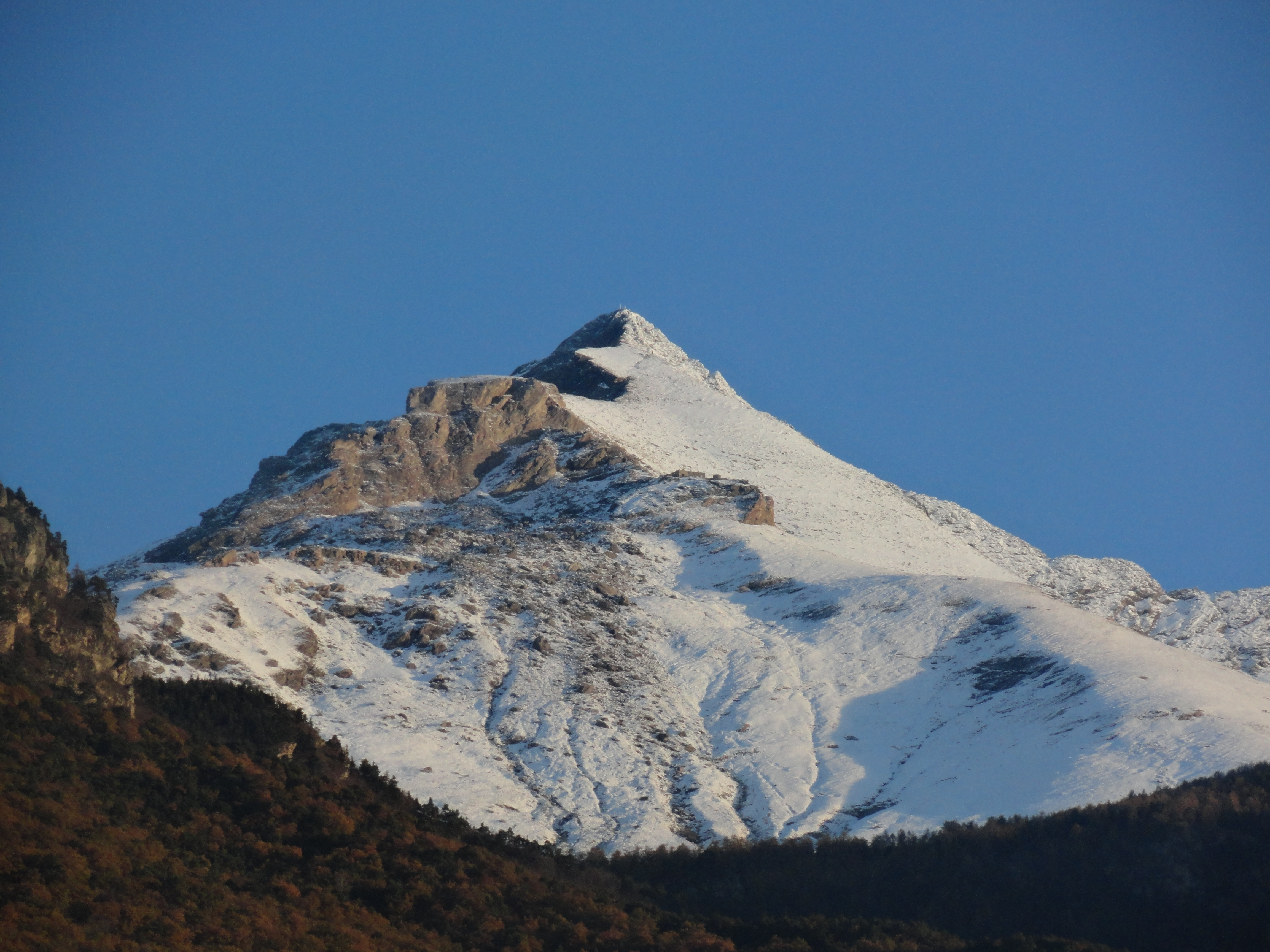
Rocciamelone

I limiti geografici sono: Colle del Moncenisio, Lanslebourg, fiume Arc (Modane, Saint-Michel-de-Maurienne, Saint-Jean-de-Maurienne, Aiguebelle), fiume Isère, Albertville, torrente Arly (Flumet, Megève), sella di Megève, fiume Arve (Chamonix, Argentière), Colle des Montets, Eau Noire, confine Francia/Svizzera, Torrente Trient, Rodano, Martigny, torrente Dranse, torrente Dranse di Bagnes, Sembrancher, torrente Dranse d'Entremont, Orsières, torrente Dranse de Ferret, Petit col Ferret (confine Svizzera/Italia), fiume Dora di Ferret, Courmayeur, fiume Dora Baltea (Aosta, Châtillon, Ivrea), Pianura padana, fiume Dora Riparia, Susa, torrente Cenischia, confine Italia/Francia, Colle del Moncenisio.
Da un punto di vista orografico appartiene alle Alpi Graie anche la fascia collinare dell'Anfiteatro morenico di Ivrea situata in destra idrografica della Dora Baltea. Le Alpi Graie nel versante italiano sono drenate da affluenti del fiume Po mentre nel versante francese e svizzero sono drenate da affluenti del Rodano. I principali fiumi e torrenti che hanno la sorgente sulle Alpi Graie o sono comunque alimentati dalle acque che scendono dal gruppo montuoso sono: Arc, Arve Dora Baltea, Dora Riparia, Isère, Orco, Stura di Lanzo.

## Geologia

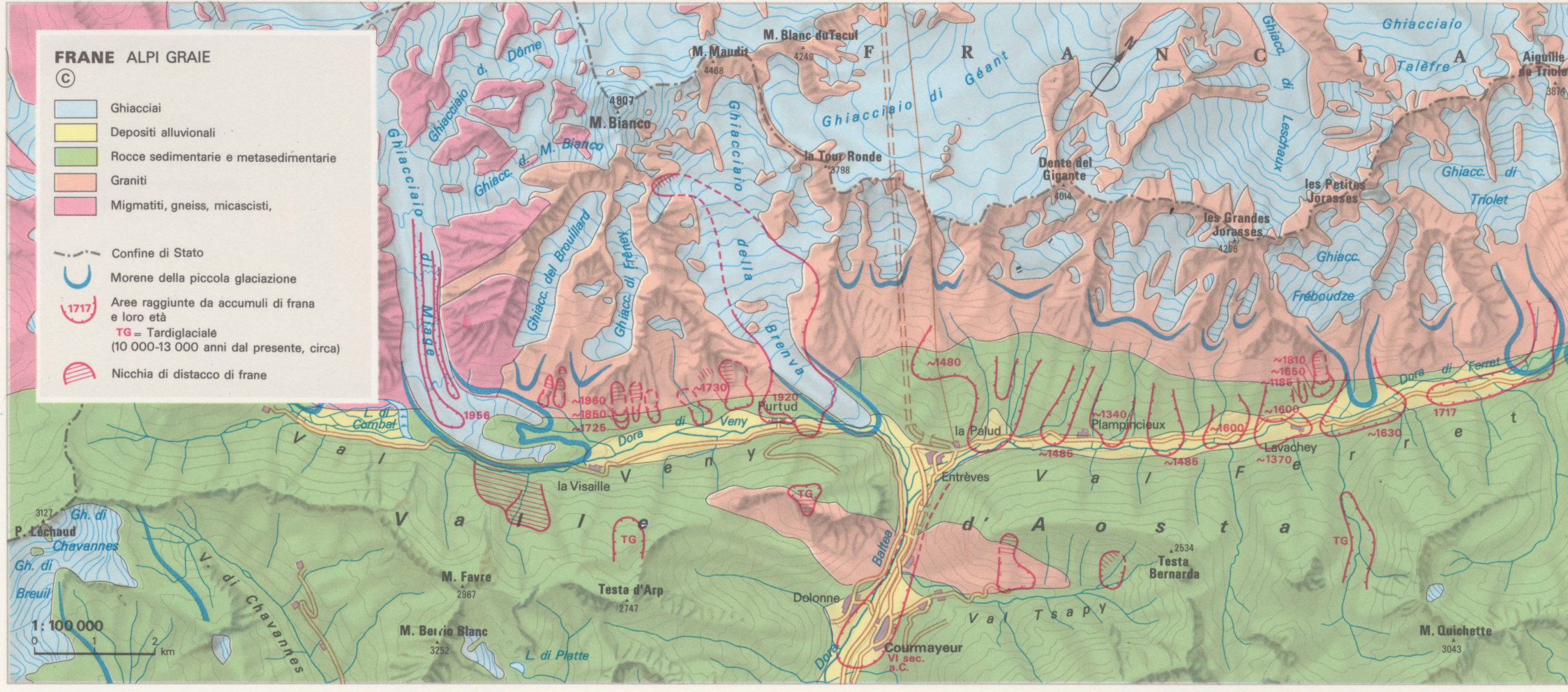
Mappa del rischio geologico sulle Alpi Graie

Le Alpi Graie, dal punto vista geologico, rientrano nel più ampio quadro della geologia delle Alpi Occidentali caratterizzate dal Dominio Pennidico. Sono attraversate per tutta la loro lunghezza dal Fronte Pennidico.

## Classificazione
Le Alpi Graie sono generalmente individuate in modo univoco dalle varie classificazioni alpine. La Partizione delle Alpi e i testi recenti su questa basati, le individuano come una sezione delle Alpi Occidentali. La SOIUSA del 2005 le vede come una sezione delle Alpi Nord-occidentali. Le maggiori discordanze nascono nelle suddivisioni interne.

## Suddivisioni

### SOIUSA

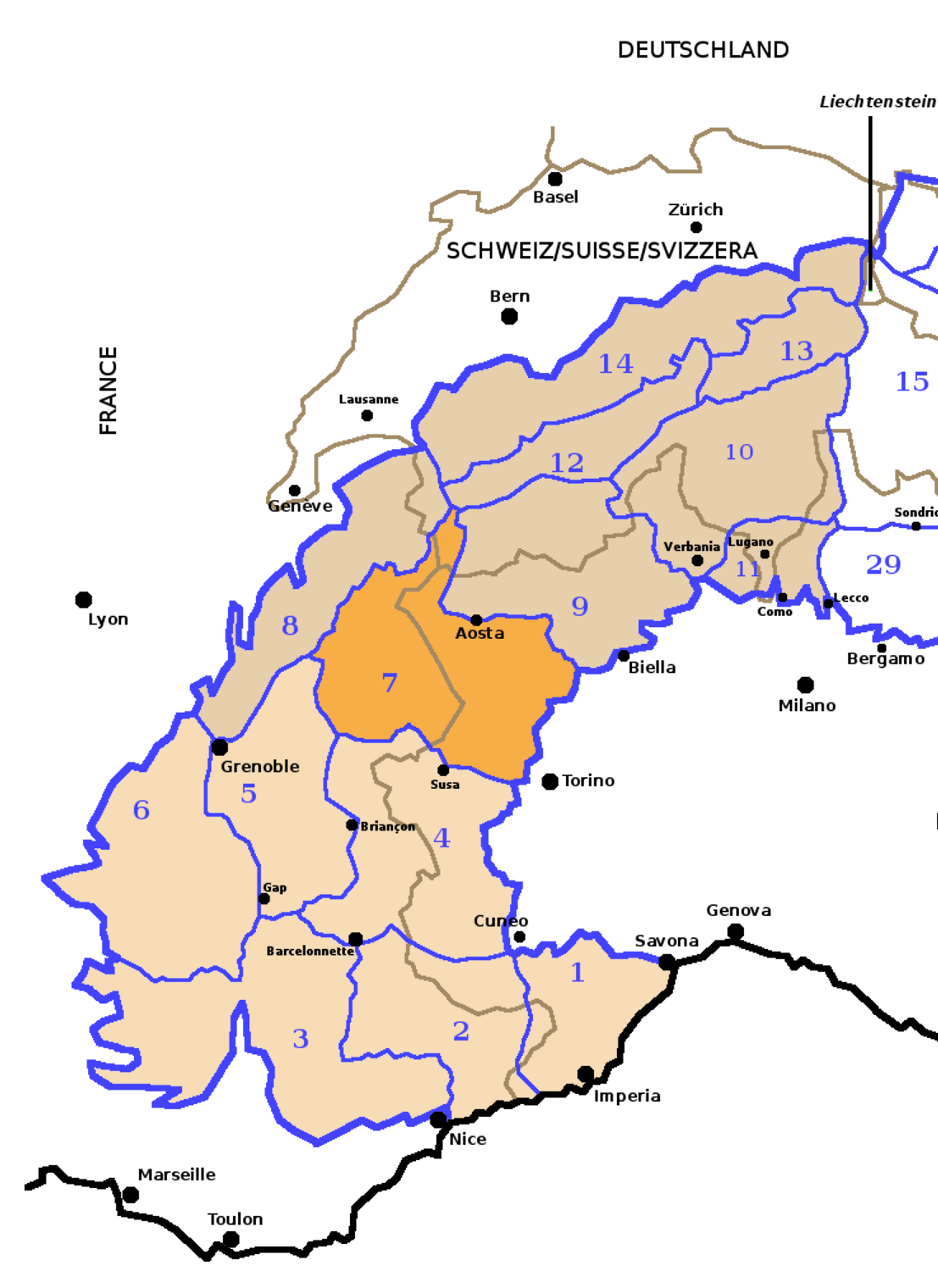
Le Alpi Graie (sezione n. 7) all'interno delle Alpi Occidentali.

Le Alpi Graie, secondo la SOIUSA, sono suddivise nelle seguenti sei sottosezioni (a loro volta suddivise in supergruppi):
- Alpi di Lanzo e dell'Alta Moriana
  - Catena Rocciamelone-Charbonnel
  - Catena Arnas-Ciamarella
  - Catena Levanne-Aiguille Rousse
- Alpi della Vanoise e del Grand Arc
  - Massiccio dell'Iseran
  - Massiccio della Grande Casse
  - Massiccio del Monte Pourri
  - Massiccio della Vanoise
  - Massiccio Gébroulaz
  - Massiccio Lauzière-Grand Arc
- Alpi della Grande Sassière e del Rutor
  - Catena Grande Sassière-Tsanteleina
  - Catena Rutor-Léchaud
- Alpi del Gran Paradiso
  - Gruppo del Gran Paradiso
  - Gruppo della Rosa dei Banchi
  - Catena Emilius-Tersiva
- Alpi del Monte Bianco
  - Massiccio di Trélatête
  - Massiccio del Monte Bianco
  - Massiccio Dolent-Argentière-Trient
- Alpi del Beaufortain
  - Massiccio del Roignais
  - Catena Penaz-Joly.

### Partizione delle Alpi

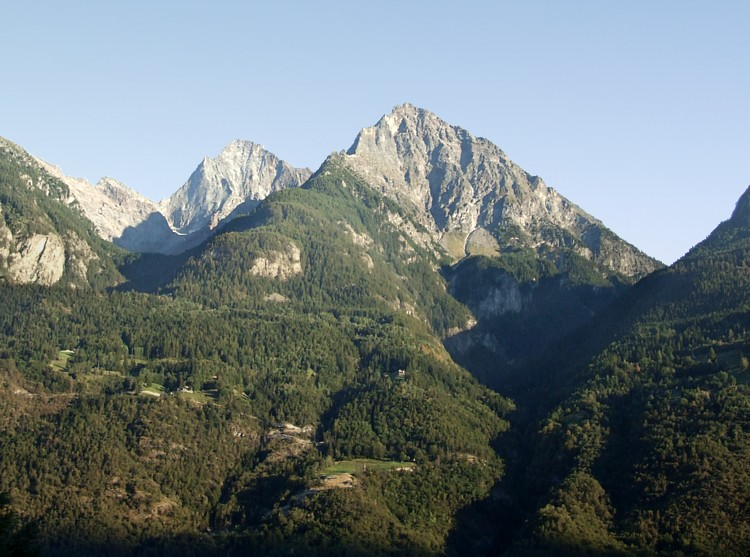
La Becca di Nona e sullo sfondo il Monte Emilius.

La Partizione delle Alpi del 1926 suddivide la sezione n. 3 denominata Alpi Graie in tre gruppi:
- Gruppo del Gran Paradiso (3.a)
- Alpi della Tarantasia (3.b)
- Gruppo del Monte Bianco (3.c).

### Suddivisione delle Alpi italiane
Il Touring Club Italiano ed il Club Alpino Italiano nella collana Guida dei Monti d'Italia si interessano solamente alla parte italiana delle Alpi Graie e le suddividono in quattro gruppi:
- Alpi Graie Meridionali[10]
- Alpi Graie Occidentali[11]
- Alpi Graie Centrali[12]
- Alpi Graie Settentrionali[13].

### Suddivisione delle Alpi francesi

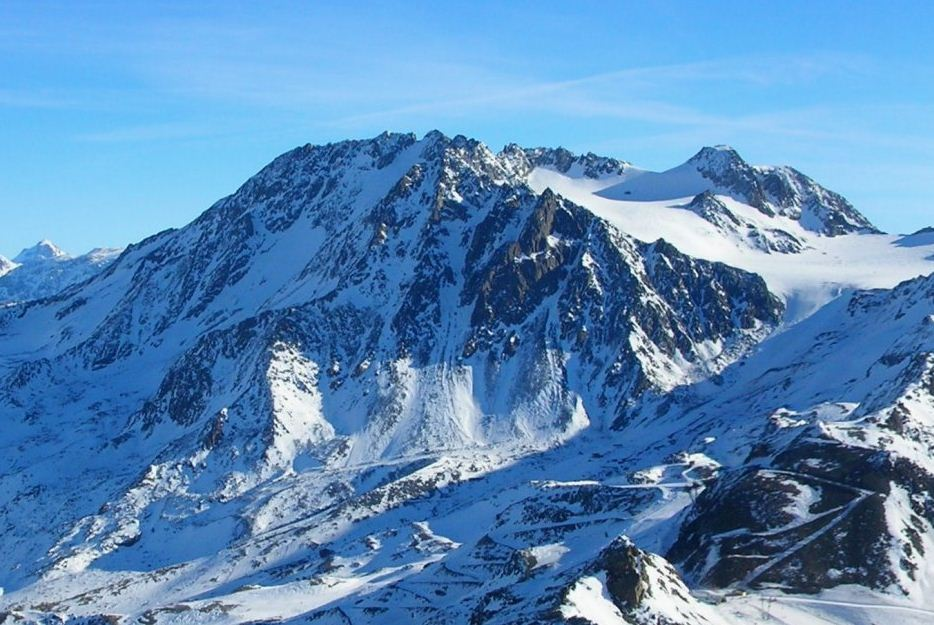
Aiguille de Péclet

Il Club Alpino Francese, parlando della parte delle Alpi situata in Francia, le suddivide in 4 sezioni e 34 raggruppamenti. In particolare parlando della sezione Alpi del Nord individua i seguenti raggruppamenti che coinvolgono le Alpi Graie:
- B.2 - Mont Blanc
- B.3 - Beaufortin
- B.4 - Grand Arc - Lauzière
- B.11 - Tarentaise
- B.12 - Vanoise
- B.13 - Maurienne

### Altre suddivisioni
Tradizionalmente le Alpi Graie venivano talvolta divise in quattro gruppi:
- le Alpi del Monte Bianco (a nord del Colle del Piccolo San Bernardo con la vetta più alta delle Alpi: il Monte Bianco, 4810 m s.l.m.);
- il Gruppo Centrale (che segna lo spartiacque italo-francese tra il Colle del Piccolo San Bernardo e il Colle del Moncenisio);
- il Gruppo Occidentale o gruppo francese (suddiviso a sua volta nel massiccio della Vanoise, nel massiccio del Beaufortain e nel massiccio della Lauzière - separato dal gruppo centrale dal Colle dell'Iseran);
- il Gruppo Orientale (detto anche gruppo italiano - separato dal gruppo centrale dal Colle del Nivolet - comprendente soprattutto il massiccio del Gran Paradiso).

## Vette più alte di 4.000 metri

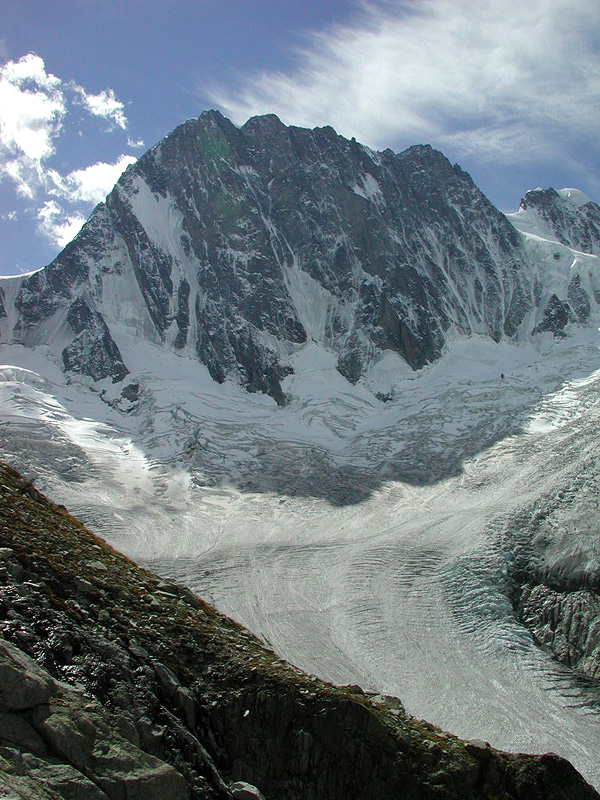
Grandes Jorasses

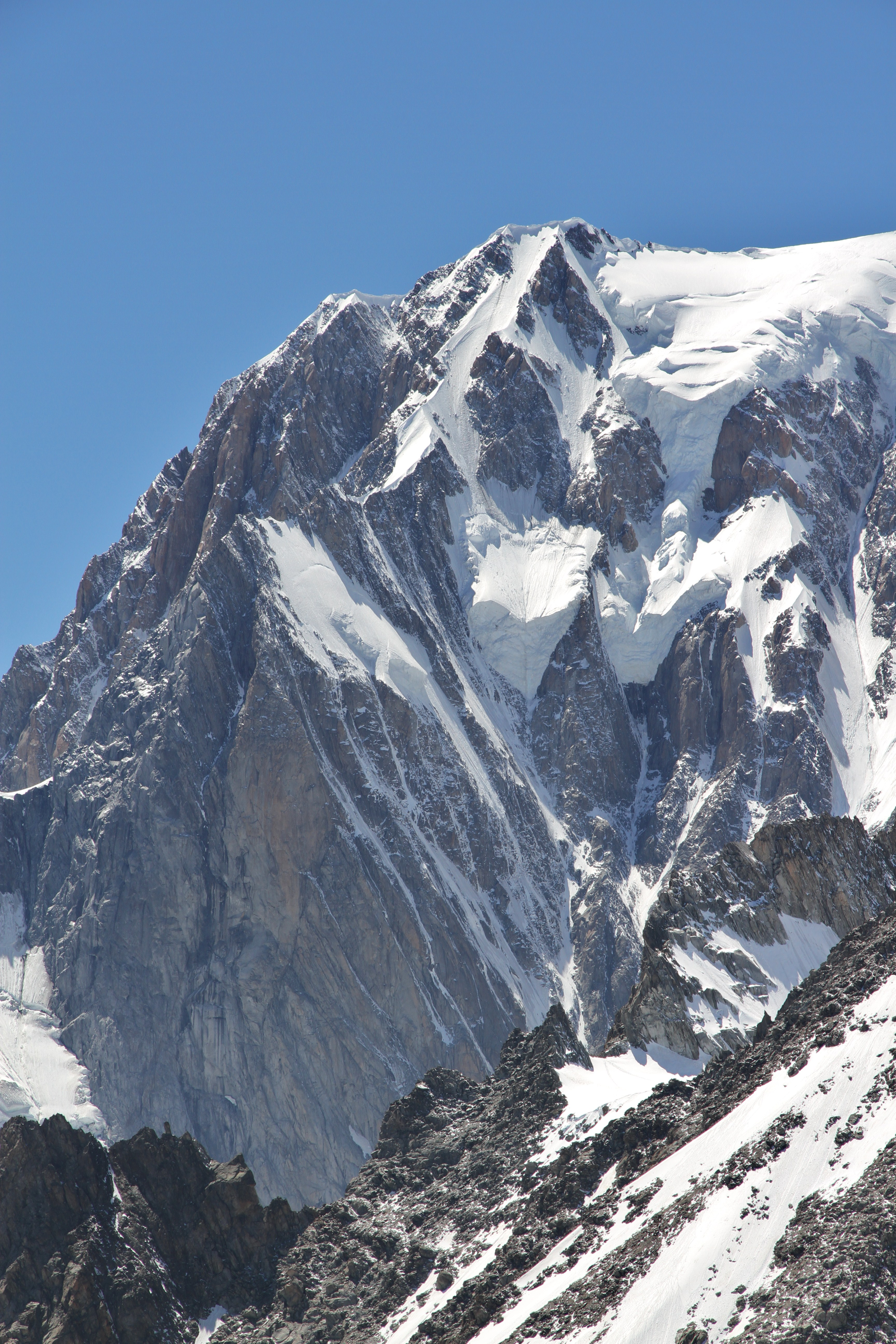
Monte Bianco di Courmayeur

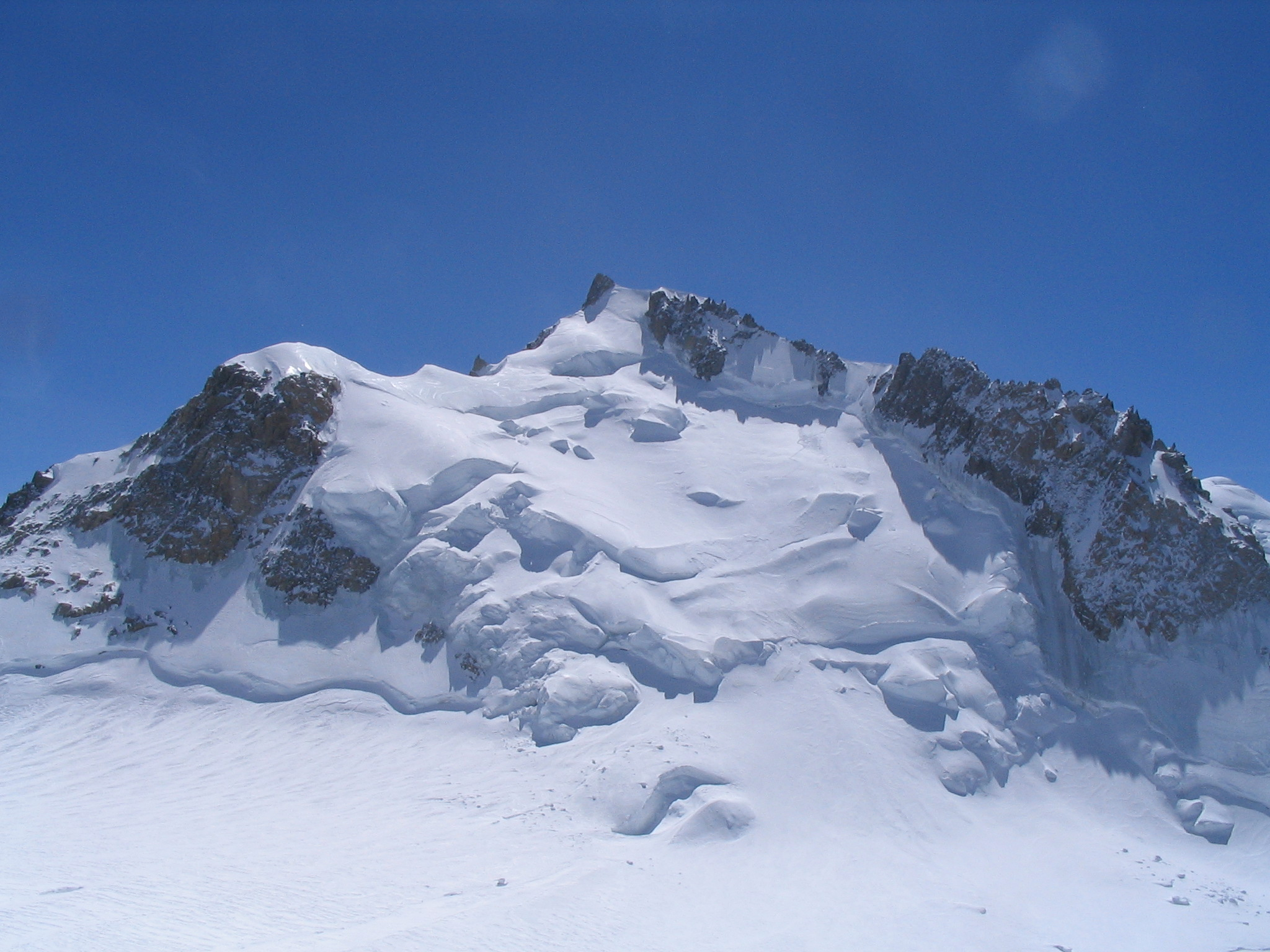
Monte Maudit

Il Monte Bianco è la montagna più alta delle Alpi Graie e di tutta la catena alpina. Oltre al Monte Bianco nelle Alpi Graie vi sono 29 vette sopra i 4.000 metri. Esse si trovano tutte nel Massiccio del Monte Bianco ad eccezione del Gran Paradiso che si trova nel massiccio omonimo.
L'elenco completo è il seguente:
| n° | Altitudine            | Vetta                               | sottosezione           | supergruppo                 |
| -- | --------------------- | ----------------------------------- | ---------------------- | --------------------------- |
| 1  | 4810,90 m             | Monte Bianco                        | Alpi del Monte Bianco  | Massiccio del Monte Bianco  |
| 2  | 4748 m                | Monte Bianco di Courmayeur          | Alpi del Monte Bianco  | Massiccio del Monte Bianco  |
| 3  | 4470 m                | Picco Luigi Amedeo                  | Alpi del Monte Bianco  | Massiccio del Monte Bianco  |
| 4  | 4468 m (I) - 4465 (F) | Monte Maudit                        | Alpi del Monte Bianco  | Massiccio del Monte Bianco  |
| 5  | 4306 m (I) - 4304 (F) | Dôme du Goûter                      | Alpi del Monte Bianco  | Massiccio del Monte Bianco  |
| 6  | 4248 m                | Mont Blanc du Tacul                 | Alpi del Monte Bianco  | Massiccio del Monte Bianco  |
| 7  | 4243 m                | Grand Pilier d'Angle                | Alpi del Monte Bianco  | Massiccio del Monte Bianco  |
| 8  | 4208 m (F) - 4206 (I) | Punta Walker (Grandes Jorasses)     | Alpi del Monte Bianco  | Massiccio del Monte Bianco  |
| 9  | 4184 m (F) - 4180 (I) | Punta Whymper (Grandes Jorasses)    | Alpi del Monte Bianco  | Massiccio del Monte Bianco  |
| 10 | 4122 m                | Aiguille Verte                      | Alpi del Monte Bianco  | Massiccio del Monte Bianco  |
| 11 | 4114 m                | Aiguilles du Diable                 | Alpi del Monte Bianco  | Massiccio del Monte Bianco  |
| 12 | 4112 m                | Aiguille Blanche de Peuterey        | Alpi del Monte Bianco  | Massiccio del Monte Bianco  |
| 13 | 4110 m (F) - 4108 (I) | Punta Croz (Grandes Jorasses)       | Alpi del Monte Bianco  | Massiccio del Monte Bianco  |
| 14 | 4109 m                | Punta Carmen du Tacul               | Alpi del Monte Bianco  | Massiccio del Monte Bianco  |
| 15 | 4102 m                | Grande Rocheuse                     | Alpi del Monte Bianco  | Massiccio del Monte Bianco  |
| 16 | 4097 m                | Punta Mediana du Tacul              | Alpi del Monte Bianco  | Massiccio del Monte Bianco  |
| 17 | 4074 m                | Punta Chaubert du Tacul             | Alpi del Monte Bianco  | Massiccio del Monte Bianco  |
| 18 | 4069 m                | Monte Brouillard                    | Alpi del Monte Bianco  | Massiccio del Monte Bianco  |
| 19 | 4065 m                | Punta Margherita (Grandes Jorasses) | Alpi del Monte Bianco  | Massiccio del Monte Bianco  |
| 20 | 4064 m                | Corno del Diavolo du Tacul          | Alpi del Monte Bianco  | Massiccio del Monte Bianco  |
| 21 | 4061 m                | Gran Paradiso                       | Alpi del Gran Paradiso | Massiccio del Gran Paradiso |
| 22 | 4052 m                | Aiguille de Bionnassay              | Alpi del Monte Bianco  | Massiccio del Monte Bianco  |
| 23 | 4045 m (F) - 4042 (I) | Punta Hélène (Grandes Jorasses)     | Alpi del Monte Bianco  | Massiccio del Monte Bianco  |
| 24 | 4035 m                | Aiguille du Jardin                  | Alpi del Monte Bianco  | Massiccio del Monte Bianco  |
| 25 | 4015 m                | Dôme de Rochefort                   | Alpi del Monte Bianco  | Massiccio del Monte Bianco  |
| 26 | 4014 m (I) - 4013 (F) | Dente del Gigante                   | Alpi del Monte Bianco  | Massiccio del Monte Bianco  |
| 27 | 4013 m                | Punta Baretti                       | Alpi del Monte Bianco  | Massiccio del Monte Bianco  |
| 28 | 4001 m                | Aiguille de Rochefort               | Alpi del Monte Bianco  | Massiccio del Monte Bianco  |
| 29 | 4000 m                | Les Droites                         | Alpi del Monte Bianco  | Massiccio del Monte Bianco  |

## Altre vette

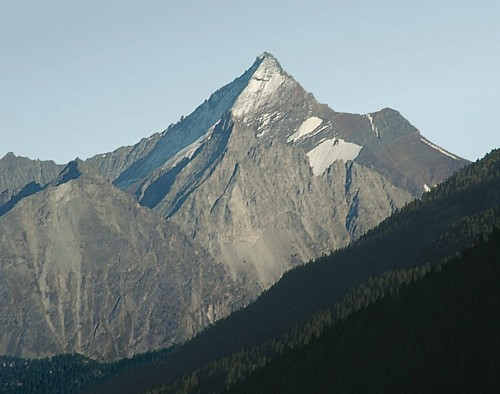
Grivola

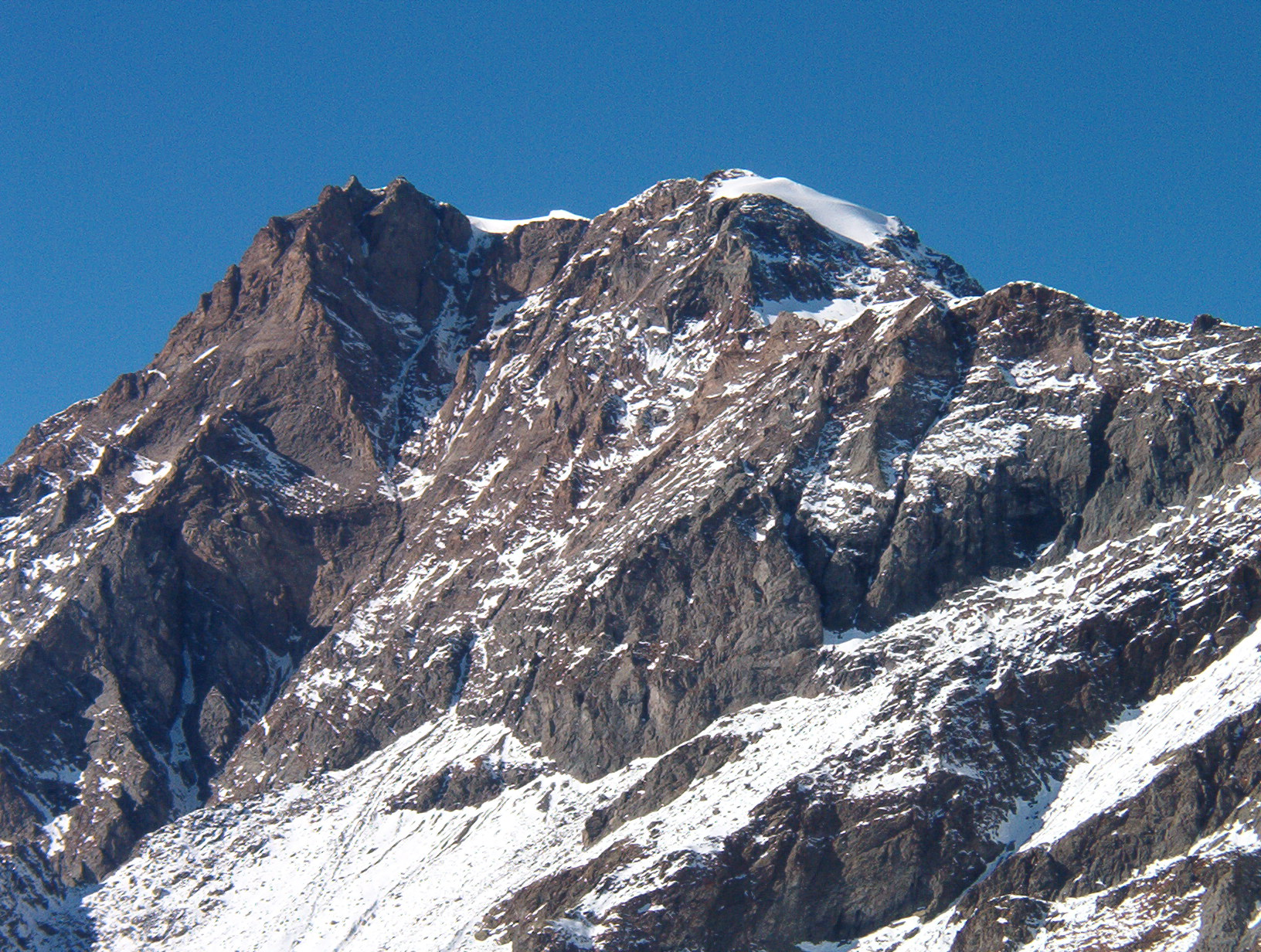
Uia di Ciamarella

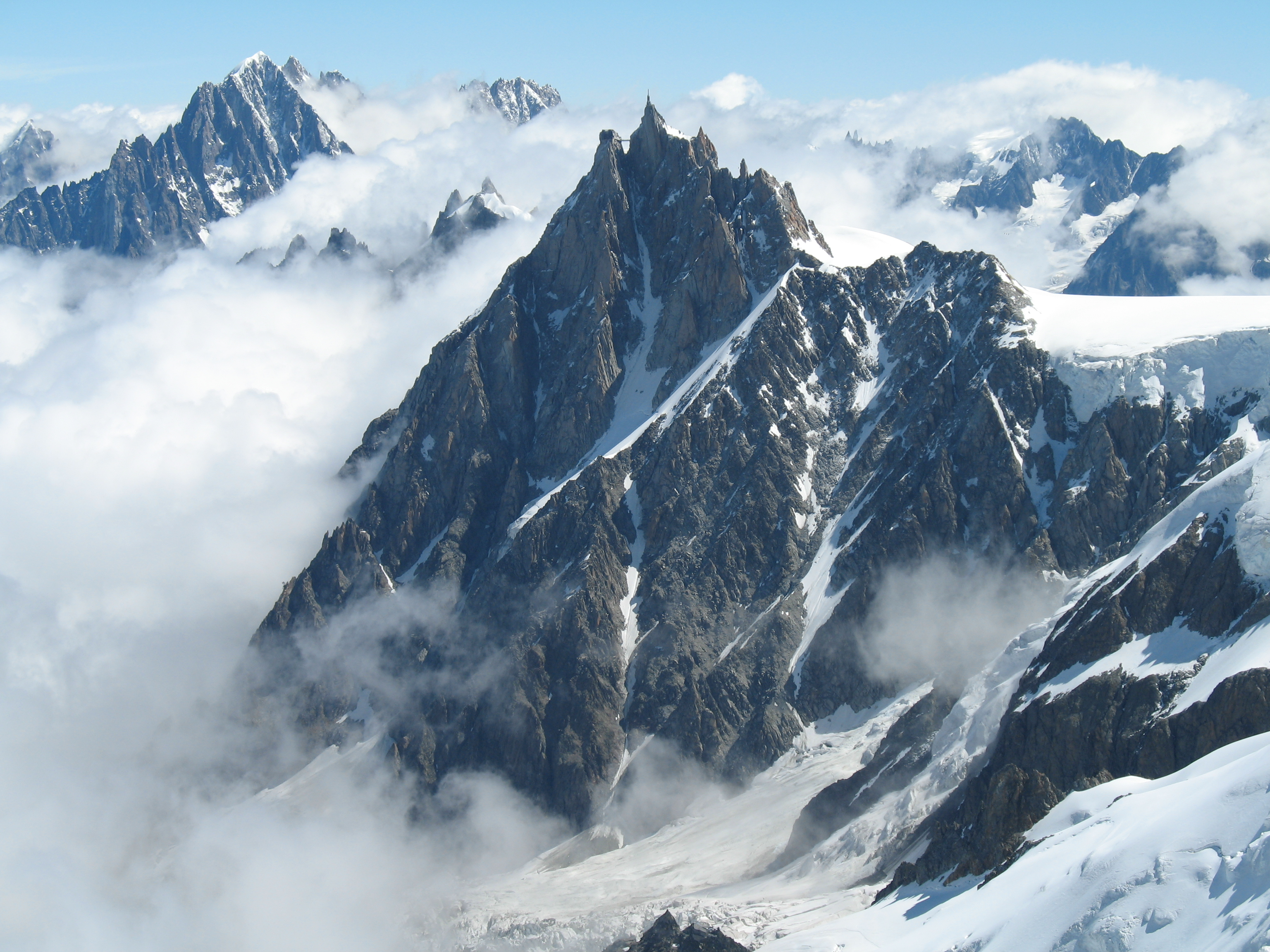
Aiguille du Midi

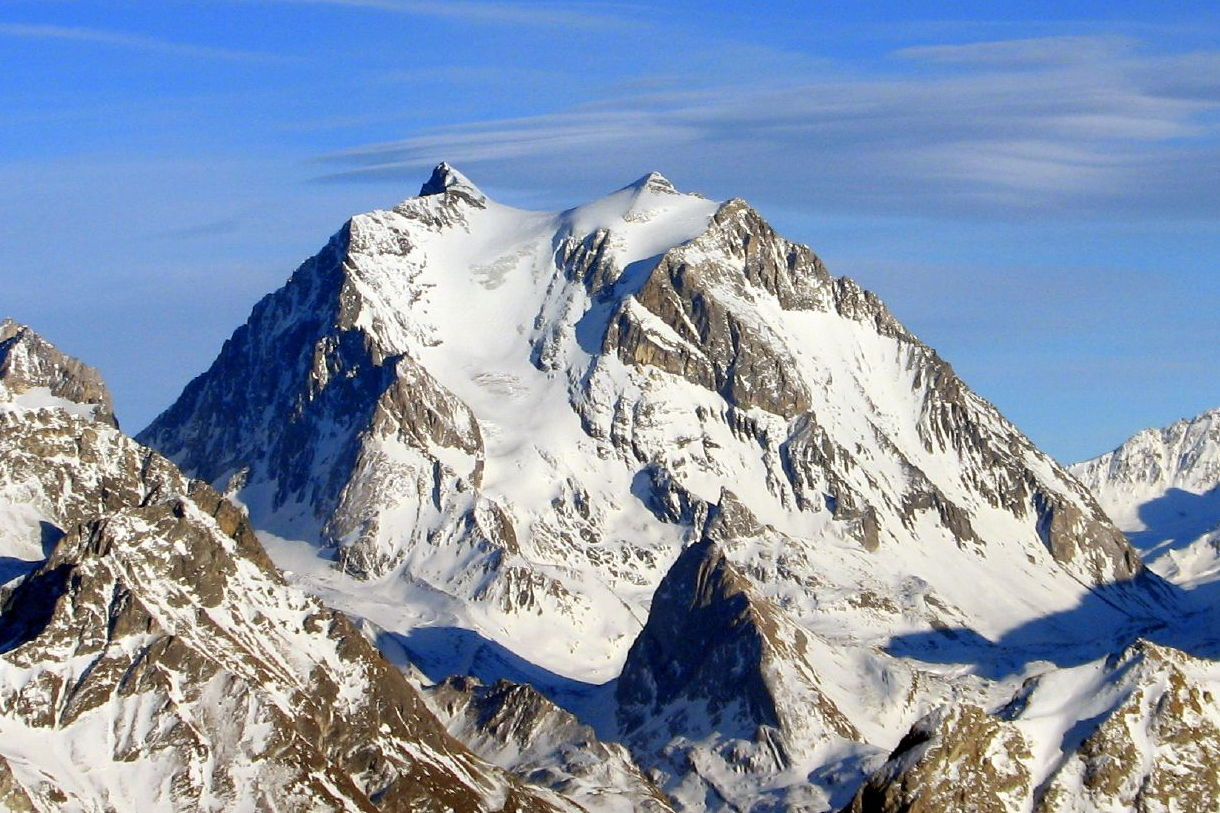
Grande Casse

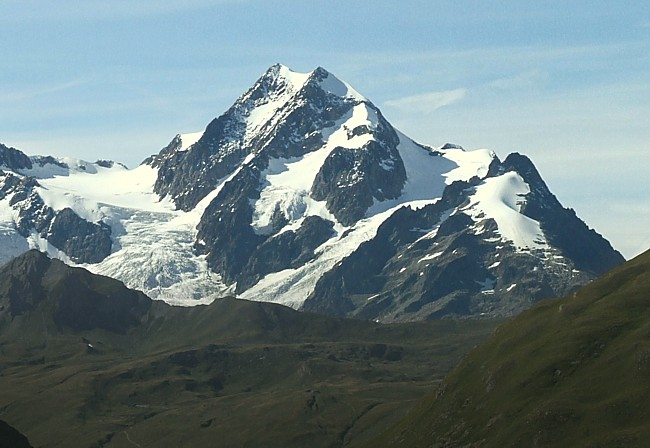
Aiguilles de Trealatete

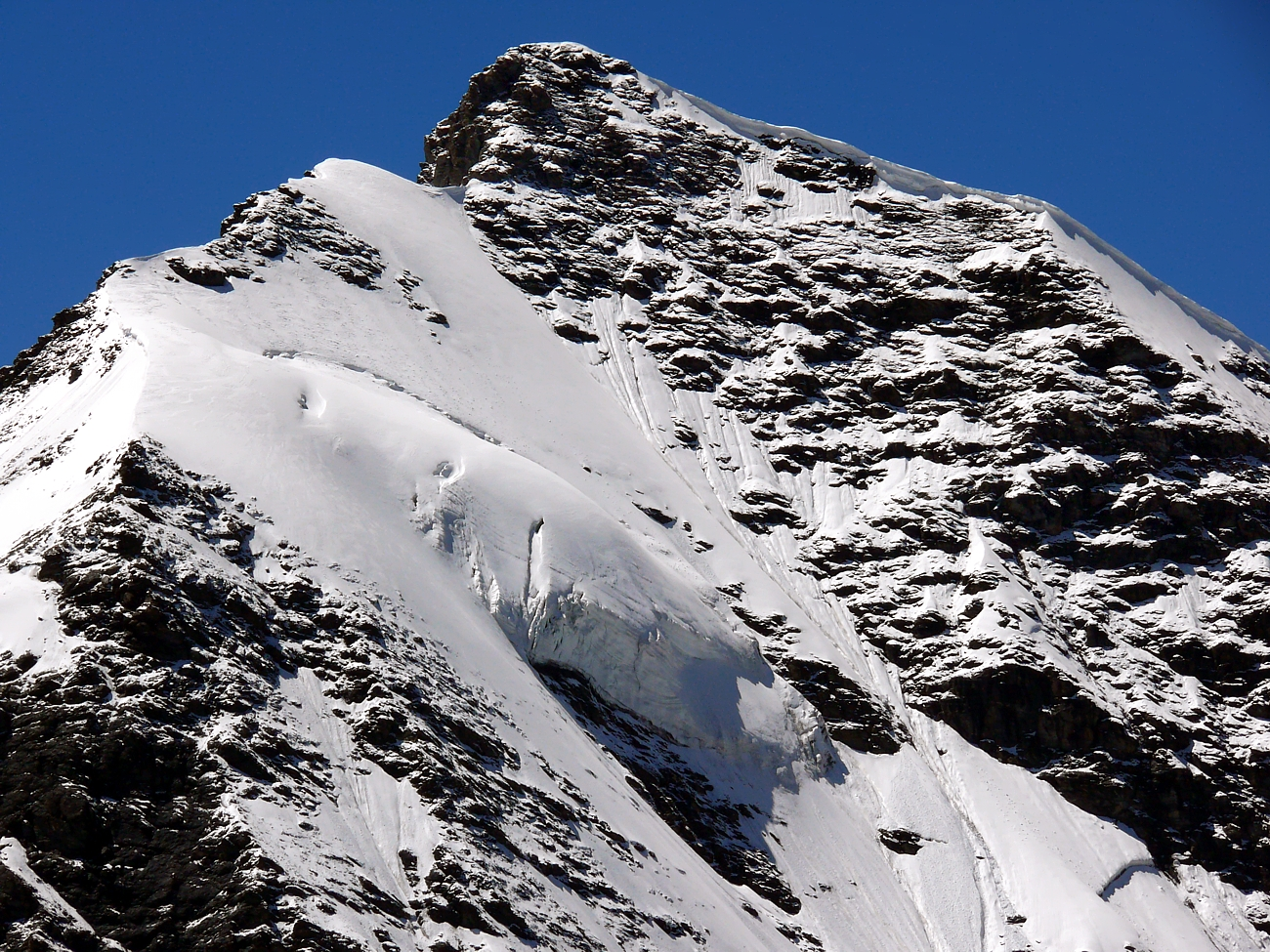
Aiguille de la Grande Sassière

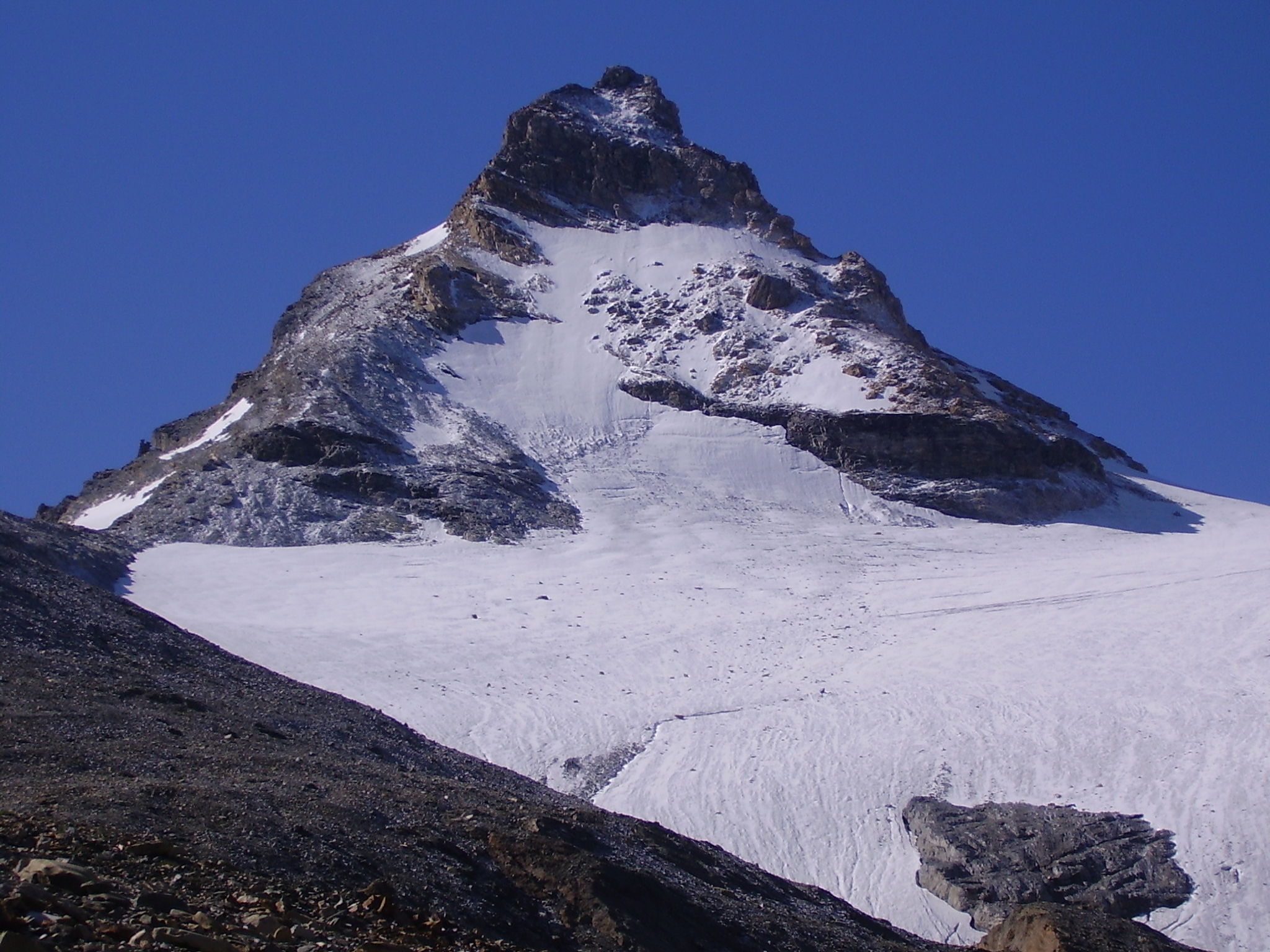
Granta Parey

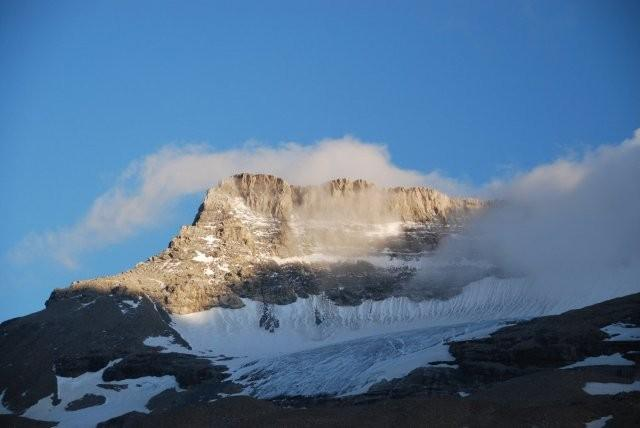
Pointe de la Réchasse

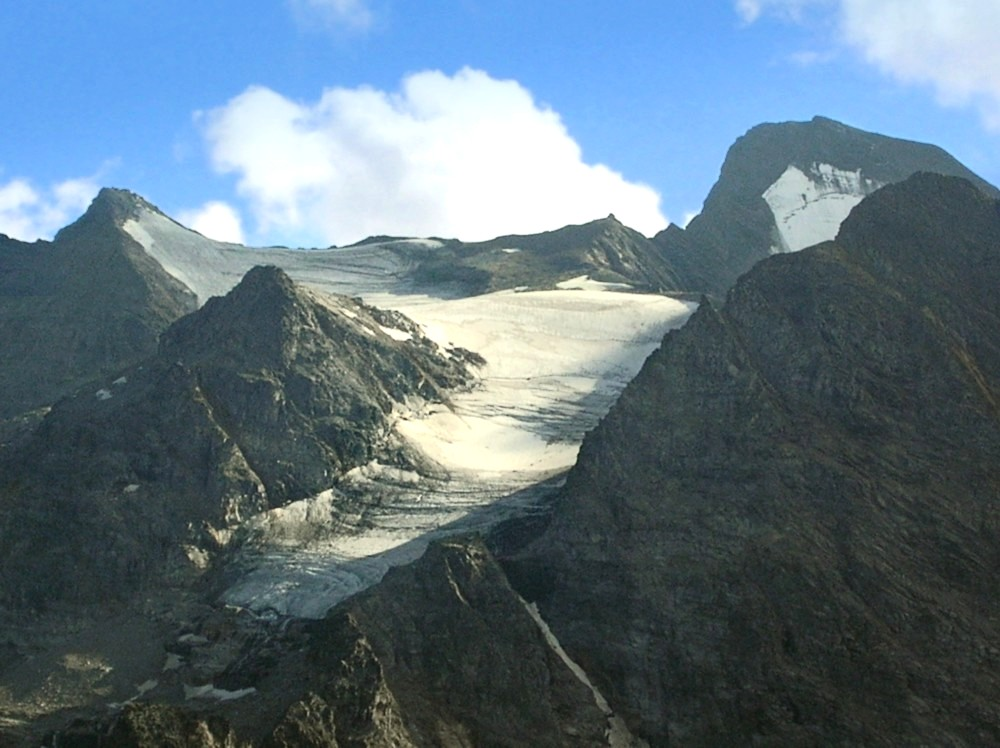
Grande Aiguille Rousse

Altre vette significative delle Alpi Graie sono:
| vetta                          | altezza (m) | sottosezione                           | supergruppo                        |
| ------------------------------ | ----------- | -------------------------------------- | ---------------------------------- |
| Grivola                        | 3.969       | Alpi del Gran Paradiso                 | Massiccio del Gran Paradiso        |
| Aiguilles de Trélatête         | 3.940       | Alpi del Monte Bianco                  | Massiccio di Trélatête             |
| Aiguille d'Argentière          | 3.902       | Alpi del Monte Bianco                  | Massiccio Dolent-Argentière-Trient |
| Aiguille de Triolet            | 3.870       | Alpi del Monte Bianco                  | Massiccio del Monte Bianco         |
| Grande Casse                   | 3.855       | Alpi della Vanoise e del Grand Arc     | Massiccio della Grande Casse       |
| Aiguille du Midi               | 3.842       | Alpi del Monte Bianco                  | Massiccio del Monte Bianco         |
| Tour Noir                      | 3.836       | Alpi del Monte Bianco                  | Massiccio Dolent-Argentière-Trient |
| Aiguille du Chardonnet         | 3.824       | Alpi del Monte Bianco                  | Massiccio Dolent-Argentière-Trient |
| Mont Dolent                    | 3.823       | Alpi del Monte Bianco                  | Massiccio Dolent-Argentière-Trient |
| Aiguille des Glaciers          | 3.816       | Alpi del Monte Bianco                  | Massiccio di Trélatête             |
| Mont Pourri                    | 3.779       | Alpi della Vanoise e del Grand Arc     | Massiccio del Monte Pourri         |
| Herbétet                       | 3.778       | Alpi del Gran Paradiso                 | Massiccio del Gran Paradiso        |
| Punta di Charbonnel            | 3.760       | Alpi di Lanzo e dell'Alta Moriana      | Catena Rocciamelone-Charbonnel     |
| Aiguilles du Dru               | 3.754       | Alpi del Monte Bianco                  | Massiccio del Monte Bianco         |
| Aiguille de la Grande Sassière | 3.751       | Alpi della Grande Sassière e del Rutor | Catena Grande Sassière-Tsanteleina |
| Dent Parrachée                 | 3.697       | Alpi della Vanoise e del Grand Arc     | Massiccio della Vanoise            |
| Torre del Gran San Pietro      | 3.692       | Alpi del Gran Paradiso                 | Massiccio del Gran Paradiso        |
| Uia di Ciamarella              | 3.676       | Alpi di Lanzo e dell'Alta Moriana      | Catena Arnas-Ciamarella            |
| Dômes de Miage                 | 3.669       | Alpi del Monte Bianco                  | Massiccio di Trélatête             |
| Grande Motte                   | 3.653       | Alpi della Vanoise e del Grand Arc     | Massiccio della Grande Casse       |
| Roccia Viva                    | 3.650       | Alpi del Gran Paradiso                 | Massiccio del Gran Paradiso        |
| Ciarforon                      | 3.642       | Alpi del Gran Paradiso                 | Massiccio del Gran Paradiso        |
| Albaron di Savoia              | 3.638       | Alpi di Lanzo e dell'Alta Moriana      | Catena Arnas-Ciamarella            |
| Becca di Gay                   | 3.621       | Alpi del Gran Paradiso                 | Massiccio del Gran Paradiso        |
| Levanne                        | 3.619       | Alpi di Lanzo e dell'Alta Moriana      | Catena Levanne-Aiguille Rousse     |
| Punta Roncia                   | 3.612       | Alpi di Lanzo e dell'Alta Moriana      | Catena Rocciamelone-Charbonnel     |
| Grande Rousse                  | 3.608       | Alpi della Grande Sassière e del Rutor | Catena Grande Sassière-Tsanteleina |
| Tsanteleina                    | 3.606       | Alpi della Grande Sassière e del Rutor | Catena Grande Sassière-Tsanteleina |
| Uia di Bessanese               | 3.604       | Alpi di Lanzo e dell'Alta Moriana      | Catena Arnas-Ciamarella            |
| Dôme de l'Arpont               | 3.601       | Alpi della Vanoise e del Grand Arc     | Massiccio della Vanoise            |
| Dôme de Chasseforêt            | 3.586       | Alpi della Vanoise e del Grand Arc     | Massiccio della Vanoise            |
| Aiguille de Péclet             | 3.566       | Alpi della Vanoise e del Grand Arc     | Massiccio Gébroulaz                |
| Punta d'Arnas                  | 3.560       | Alpi di Lanzo e dell'Alta Moriana      | Catena Arnas-Ciamarella            |
| Monte Emilius                  | 3.559       | Alpi del Gran Paradiso                 | Catena Emilius-Tersiva             |
| Croce Rossa                    | 3.546       | Alpi di Lanzo e dell'Alta Moriana      | Catena Arnas-Ciamarella            |
| Aiguille du Tour               | 3.542       | Alpi del Monte Bianco                  | Massiccio Dolent-Argentière-Trient |
| Aiguille de Polset             | 3.538       | Alpi della Vanoise e del Grand Arc     | Massiccio Gébroulaz                |
| Rocciamelone                   | 3.538       | Alpi di Lanzo e dell'Alta Moriana      | Catena Rocciamelone-Charbonnel     |
| Punta Chalanson                | 3.530       | Alpi di Lanzo e dell'Alta Moriana      | Catena Arnas-Ciamarella            |
| Punta Tersiva                  | 3.513       | Alpi del Gran Paradiso                 | Catena Emilius-Tersiva             |
| Pierre Menue                   | 3506        | Alpi del Moncenisio                    | Catena Bernauda-Pierre Menue-Ambin |
| Punta Lamet                    | 3.504       | Alpi di Lanzo e dell'Alta Moriana      | Catena Rocciamelone-Charbonnel     |
| Grande Traversière             | 3.496       | Alpi della Grande Sassière e del Rutor | Catena Grande Sassière-Tsanteleina |
| Testa del Rutor                | 3.486       | Alpi della Grande Sassière e del Rutor | Catena Rutor-Léchaud               |
| Aiguille du Grépon             | 3.482       | Alpi del Monte Bianco                  | Massiccio del Monte Bianco         |
| Grande Aiguille Rousse         | 3.482       | Alpi di Lanzo e dell'Alta Moriana      | Catena Levanne-Aiguille Rousse     |
| Roc du Mulinet                 | 3.469       | Alpi di Lanzo e dell'Alta Moriana      | Catena Arnas-Ciamarella            |
| Aiguille Pers                  | 3.451       | Alpi di Lanzo e dell'Alta Moriana      | Catena Levanne-Aiguille Rousse     |
| Aiguille des Grands Charmoz    | 3.445       | Alpi del Monte Bianco                  | Massiccio del Monte Bianco         |
| Aiguille du Tacul              | 3.438       | Alpi del Monte Bianco                  | Massiccio del Monte Bianco         |
| Punta della Sana               | 3.436       | Alpi della Vanoise e del Grand Arc     | Massiccio dell'Iseran              |
| Punta de l'Echelle             | 3.432       | Alpi della Vanoise e del Grand Arc     | Massiccio della Vanoise            |
| Punta Fourà                    | 3.410       | Alpi del Gran Paradiso                 | Massiccio del Gran Paradiso        |
| Punta delle Sengie             | 3.408       | Alpi del Gran Paradiso                 | Massiccio del Gran Paradiso        |
| Granta Parey                   | 3.387       | Alpi della Grande Sassière e del Rutor | Catena Grande Sassière-Tsanteleina |
| Pointes de la Glière           | 3.386       | Alpi della Vanoise e del Grand Arc     | Massiccio della Grande Casse       |
| Punta Marmottere               | 3.384       | Alpi di Lanzo e dell'Alta Moriana      | Catena Rocciamelone-Charbonnel     |
| Monte Lera                     | 3.355       | Alpi di Lanzo e dell'Alta Moriana      | Catena Rocciamelone-Charbonnel     |
| Punta di Galisia               | 3.345       | Alpi della Grande Sassière e del Rutor | Catena Grande Sassière-Tsanteleina |
| Becca della Traversiere        | 3.338       | Alpi della Grande Sassière e del Rutor | Catena Grande Sassière-Tsanteleina |
| Punta di Méan Martin           | 3.337       | Alpi della Vanoise e del Grand Arc     | Massiccio dell'Iseran              |
| Punta Lavina                   | 3.308       | Alpi del Gran Paradiso                 | Massiccio del Gran Paradiso        |
| Roche Chevrière                | 3.282       | Alpi della Vanoise e del Grand Arc     | Massiccio della Vanoise            |
| Ormelune                       | 3.278       | Alpi della Grande Sassière e del Rutor | Catena Grande Sassière-Tsanteleina |
| Pointe d'Orny                  | 3.274       | Alpi del Monte Bianco                  | Massiccio Dolent-Argentière-Trient |
| Signal de l'Iseran             | 3.237       | Alpi di Lanzo e dell'Alta Moriana      | Catena Levanne-Aiguille Rousse     |
| Pointe de la Réchasse          | 3.223       | Alpi della Vanoise e del Grand Arc     | Massiccio della Vanoise            |
| Grand Assaly                   | 3.174       | Alpi della Grande Sassière e del Rutor | Catena Rutor-Léchaud               |
| Rosa dei Banchi                | 3.164       | Alpi del Gran Paradiso                 | Gruppo della Rosa dei Banchi       |
| Becca di Nona                  | 3.142       | Alpi del Gran Paradiso                 | Catena Emilius-Tersiva             |
| Torre d'Ovarda                 | 3.075       | Alpi di Lanzo e dell'Alta Moriana      | Catena Arnas-Ciamarella            |
| Punta Pousset                  | 3.046       | Alpi del Gran Paradiso                 | Massiccio del Gran Paradiso        |
| Roignais                       | 2.995       | Alpi del Beaufortain                   | Massiccio del Roignais             |
| Uia di Mondrone                | 2.964       | Alpi di Lanzo e dell'Alta Moriana      | Catena Arnas-Ciamarella            |
| Monte Unghiasse                | 2.939       | Alpi di Lanzo e dell'Alta Moriana      | Catena Levanne-Aiguille Rousse     |
| Punta Lunella                  | 2.772       | Alpi di Lanzo e dell'Alta Moriana      | Catena Rocciamelone-Charbonnel     |
| Monte Marzo                    | 2.750       | Alpi del Gran Paradiso                 | Gruppo della Rosa dei Banchi       |
| Pierra Menta                   | 2.714       | Alpi del Beaufortain                   | Massiccio del Roignais             |
| Petit Mont Blanc de Pralognan  | 2.685       | Alpi della Vanoise e del Grand Arc     | Massiccio Gébroulaz                |
| Mont Jouvet                    | 2.563       | Alpi della Vanoise e del Grand Arc     | Massiccio della Grande Casse       |
| Monte Chétif                   | 2.343       | Alpi della Grande Sassière e del Rutor | Catena Rutor-Léchaud               |

## Valichi

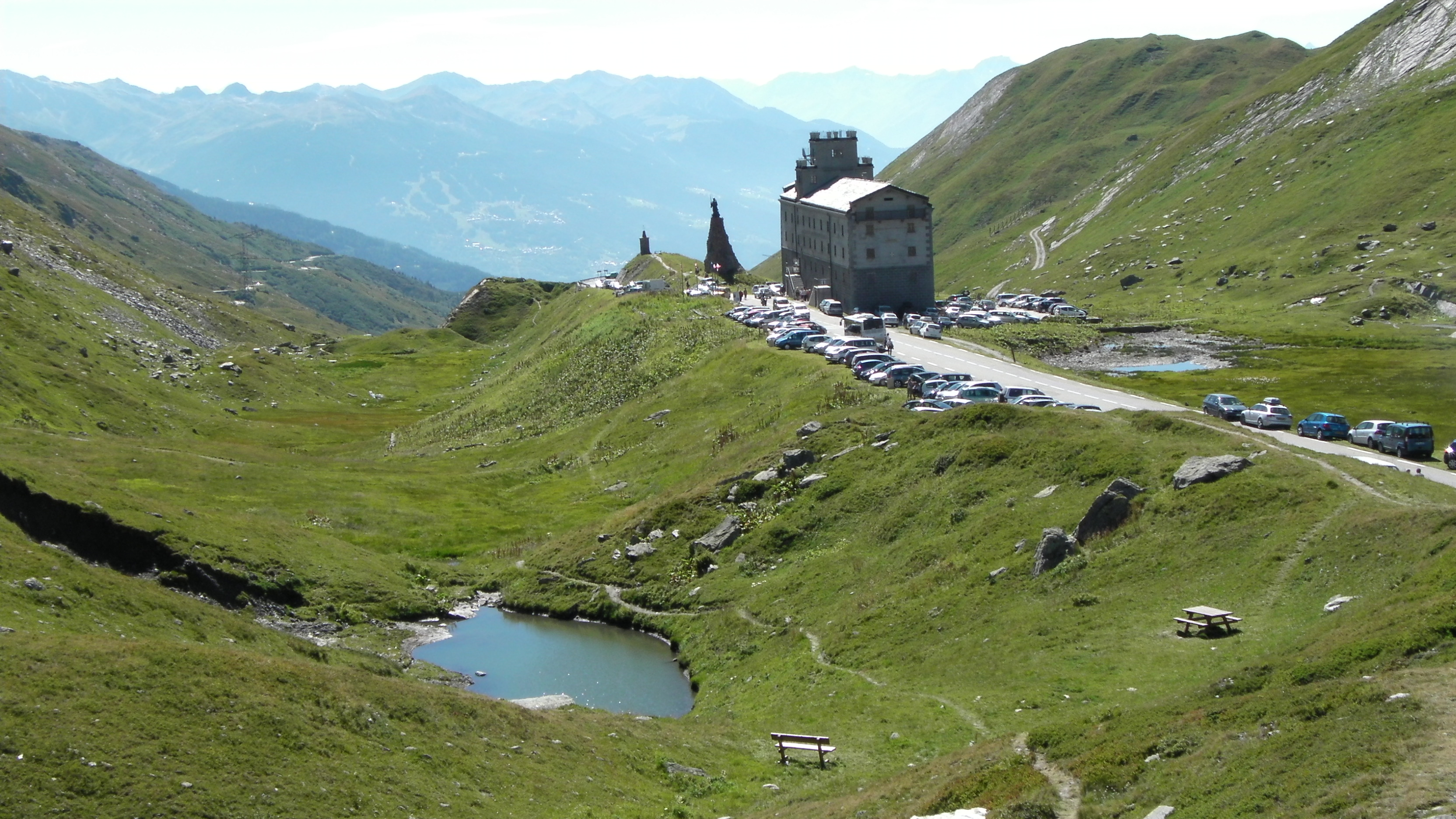
Colle del Piccolo San Bernardo (2.188 m).

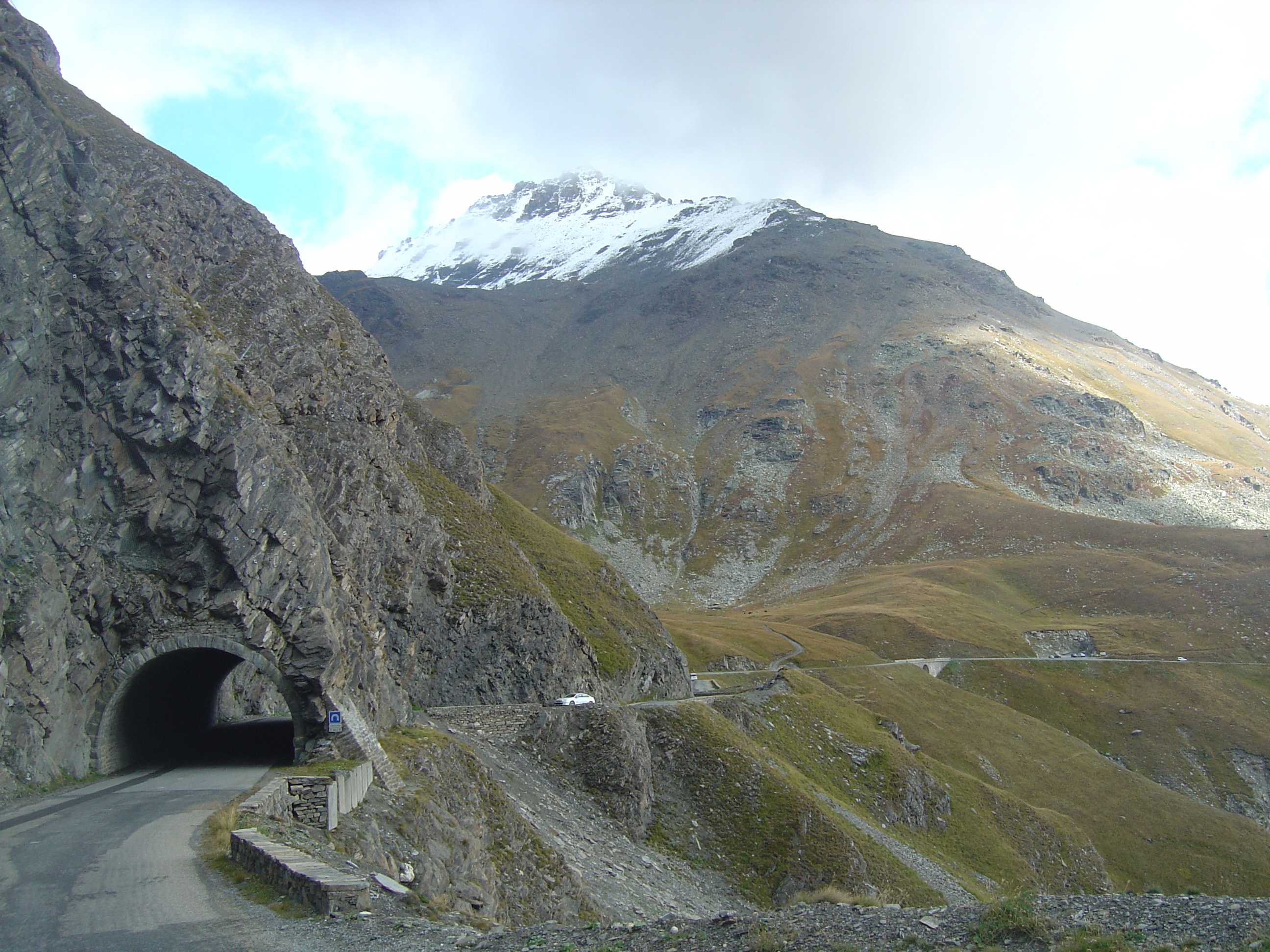
La strada che sale al Colle dell'Iseran

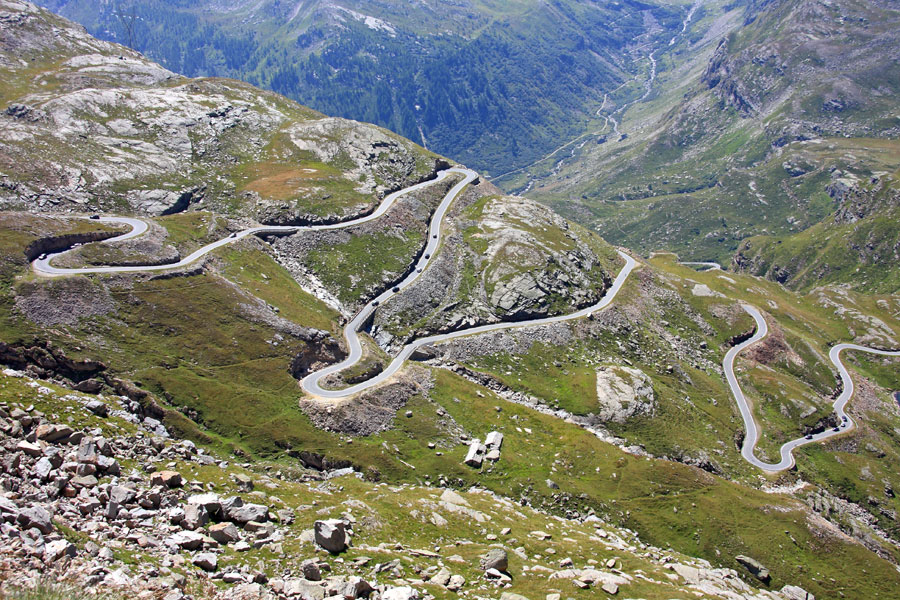
La strada che sale al Colle del Nivolet

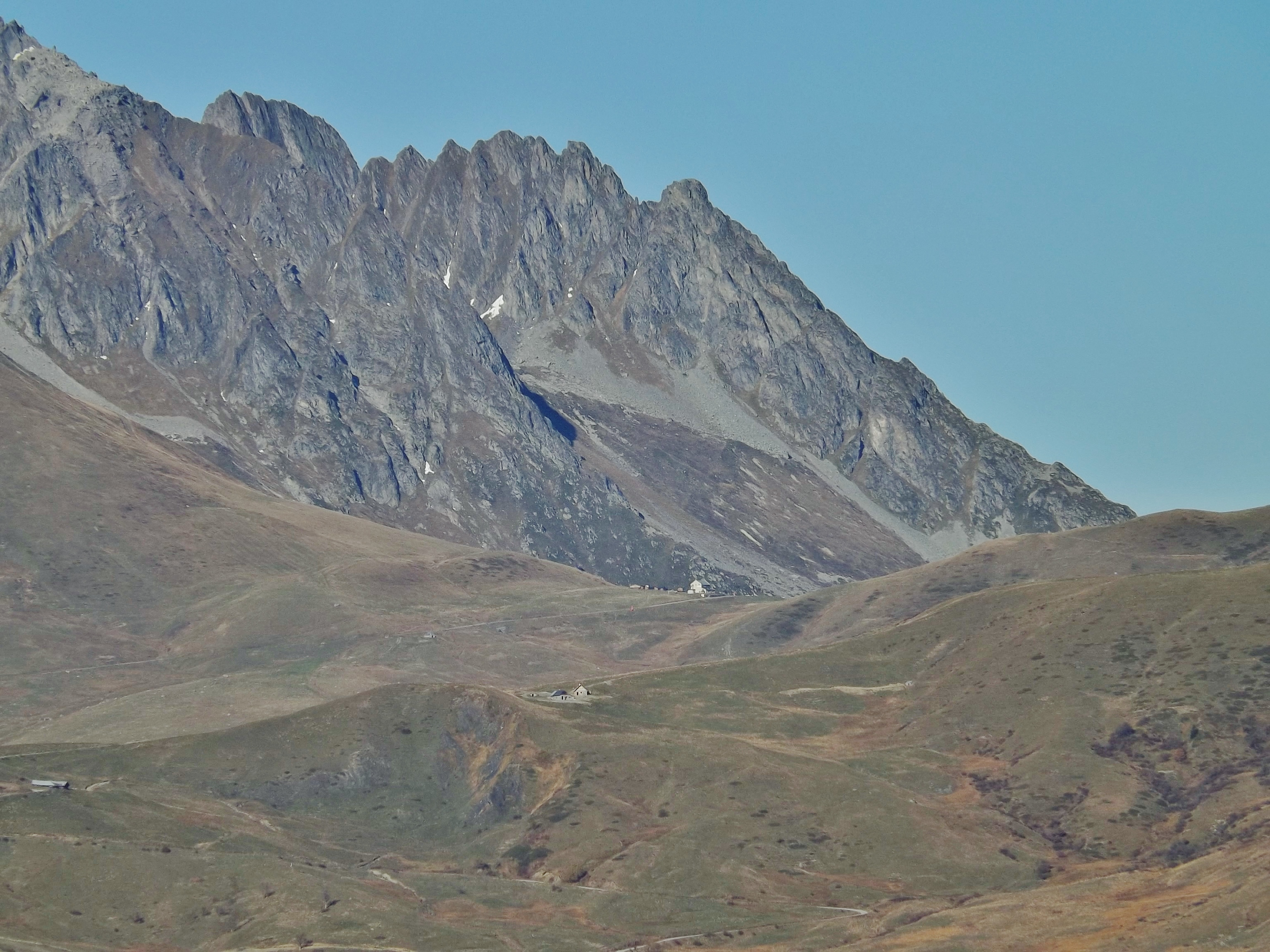
Colle della Madeleine

Le Alpi Graie, soprattutto nel loro spartiacque principale, non hanno facili valichi. Per questo motivo nella storia hanno sempre costituito come una barriera naturale tra la pianura padana e il bacino del Rodano.
Storicamente hanno avuto notevole importanza il Colle del Moncenisio e il Colle del Piccolo San Bernardo; l'apertura del Traforo del Monte Bianco (1965) e del Traforo stradale del Frejus (nelle Alpi Cozie, inaugurato nel 1980) hanno ridotto l'importanza dei due valichi per il traffico stradale.
Un terzo valico di grande rilievo è il Colle dell'Iseran, che mette in comunicazione l'alta Vanoise con la Val-d'Isère. Esso è percorso dalla Route des Grandes Alpes, che nel tratto in questione prende il nome di strada D902.
I principali valichi alpini delle Alpi Graie sono elencati nella tabella sottostante. La sottosezione nella quale il passo è collocato è indicata con:
- AB per le Alpi del Monte Bianco,
- AG per le Alpi della Grande Sassière e del Rutor,
- AL per le Alpi di Lanzo e dell'Alta Moriana,
- AP per le Alpi del Gran Paradiso,
- AV per le Alpi della Vanoise e del Grand Arc.

| nome                           | luogo                                               | s.sezione | tipo               | altezza (m.) |
| ------------------------------ | --------------------------------------------------- | --------- | ------------------ | ------------ |
| Colle della Brenva             | da Courmayeur a Chamonix                            | AB        | neve               | 4.333        |
| Colle del Triolet              | da Chamonix a Courmayeur                            | AB        | neve               | 3.691        |
| Colle dell'Argentière          | da Chamonix a Orsières                              | AB        | neve               | 3.516        |
| Colle della Grande Rousse      | dalla Val di Rhêmes a Valgrisenche                  | AG        | neve               | 3.500        |
| Colle di Talèfre               | da Chamonix a Courmayeur                            | AB        | neve               | 3.484        |
| Colle di Gebroulaz             | da Modane a Méribel                                 | AV        | neve               | 3.470        |
| Colle di Monel                 | da Cogne a Locana                                   | AP        | neve               | 3.428        |
| Col de Miage                   | da Les Contamines a Courmayeur                      | AB        | neve               | 3.376        |
| Colle del Gigante              | da Chamonix a Courmayeur                            | AB        | neve               | 3.371        |
| Colle del Gran Paradiso        | da Ceresole Reale a Valsavarenche                   | AP        | neve               | 3.349        |
| Colle del Charforon            | da Ceresole Reale a Valsavarenche                   | AP        | neve               | 3.331        |
| Colle di Teleccio              | da Cogne a Locana                                   | AP        | neve               | 3.326        |
| Colle di Chardonnet            | da Chamonix a Orsières                              | AB        | neve               | 3.325        |
| Colle di Lauzon                | da Cogne a Valsavarenche                            | AP        | sentiero difficile | 3.301        |
| Colle di Bouquetin             | da Bonneval-sur-Arc a Val-d'Isère                   | AL        | neve               | 3.300        |
| Colle di San Grato             | da Valgrisenche a La Thuile                         | AG        | neve               | 3.300        |
| Colle di Tour                  | da Chamonix a Orsières                              | AB        | neve               | 3.280        |
| Finestra di Saleinaz           | dal Ghiacciaio di Saleinaz al Ghiacciaio del Trient | AB        | neve               | 3.264        |
| Colle dell'Herbétet            | da Cogne a Valsavarenche                            | AP        | neve               | 3.257        |
| Passo Collerin                 | da Bessans a Balme                                  | AL        | neve               | 3.202        |
| Colle del Grand-Étret          | da Ceresole Reale a Valsavarenche                   | AP        | neve               | 3.158        |
| Colle di Bassac                | dalla Val di Rhêmes a Valgrisenche                  | AG        | neve               | 3.153        |
| Colle del Carro                | da Bonneval-sur-Arc a Ceresole Reale                | AL        | neve               | 3.140        |
| Col d'Arbolle                  | da Cogne a Brissogne                                | AP        | neve               | 3.137        |
| Col de Golette                 | dalla Val-d'Isère alla Val di Rhêmes                | AG        | neve               | 3.120        |
| Colle di Rhêmes                | dalla Val-d'Isère alla Val di Rhêmes                | AG        | neve               | 3.101        |
| Colle della Grande Casse       | da Pralognan a Termignon                            | AV        | neve               | 3.100        |
| Colle di Sea                   | da Bonneval-sur-Arc a Forno Alpi Graie              | AL        | neve               | 3.083        |
| Colle dell'Autaret             | da Bessans a Usseglio                               | AL        | sentiero           | 3.070        |
| Colle di Girard                | da Bonneval-sur-Arc a Forno Alpi Graie              | AL        | neve               | 3.044        |
| Colle Rosset                   | da Valsavarenche alla Val di Rhêmes                 | AG        | sentiero difficile | 3.024        |
| Colle d'Arnas                  | da Bessans a Balme                                  | AL        | neve               | 3.014        |
| Colle Galisia                  | da Ceresole Reale alla Val-d'Isère                  | AL / AG   | neve               | 2.998        |
| Colle di Sort                  | da Valsavarenche alla Val di Rhêmes                 | AP        | sentiero difficile | 2.967        |
| Grand Col                      | dalla Val-d'Isère a Termignon                       | AV        | neve               | 2.940        |
| Colle della Nouva              | da Cogne a Pont Canavese                            | AP        | sentiero difficile | 2.933        |
| Colle di Breuil                | da Bourg-Saint-Maurice a La Thuile                  | AB        | neve               | 2879         |
| Colle di Garin                 | da Aosta a Cogne                                    | AP        | sentiero           | 2.868        |
| Collarin d'Arnas               | da Balme a Usseglio                                 | AL        | neve               | 2.850        |
| Col Fenêtre                    | dalla Val di Rhêmes a Valgrisenche                  | AG        | sentiero           | 2.847        |
| Fenêtre de Champorcher         | da Cogne a Champorcher                              | AP        | sentiero difficile | 2.838        |
| Colle Vaudet                   | da Sainte-Foy-Tarentaise a Valgrisenche             | AG        | sentiero           | 2.836        |
| Colle di Bardoney              | da Cogne a Pont Canavese                            | AP        | neve               | 2.833        |
| Colle di Chavière              | da Modane a Pralognan                               | AV        | sentiero           | 2.806        |
| Colle della Leisse             | da Tignes a Termignon                               | AV        | neve               | 2.761        |
| Colle dell'Iseran              | da Bonneval-sur-Arc alla Val-d'Isère                | AL / AV   | strada             | 2.769        |
| Ghicet di Sea                  | da Balme a Forno Alpi Graie                         | AL        | sentiero           | 2.735        |
| Colle della Sachette           | da Tignes a Bourg-Saint-Maurice                     | AV        | sentiero           | 2.729        |
| Colle di Palet                 | da Tignes a Moûtiers o Bourg-Saint-Maurice          | AV        | sentiero difficile | 2.658        |
| Col du Mont                    | da Ste Foy a Valgrisenche                           | AG        | sentiero difficile | 2.646        |
| Colle del Nivolet              | da Ceresole Reale alla Valsavarenche                | AG / AP   | strada             | 2.641        |
| Colle della Crocetta           | da Ceresole Reale a Forno Alpi Graie                | AL        | sentiero difficile | 2.636        |
| Colle della Platière           | da Saint-Jean-de-Maurienne a Moûtiers               | AV        | sentiero difficile | 2.600        |
| Colle del Mont Tondu           | da Les Contamines a Courmayeur                      | AB        | neve               | 2.590        |
| Col Ferret                     | da Courmayeur a Orsières                            | AB        | sentiero difficile | 2.537        |
| Colle della Vanoise            | da Pralognan a Termignon                            | AV        | sentiero difficile | 2.527        |
| Colle della Seigne             | da Les Chapieux a Courmayeur                        | AB / AG   | sentiero difficile | 2.512        |
| Colle di Susanfe               | da Champéry a Salvan                                | AB        | sentiero           | 2.500        |
| Col du Bonhomme                | da Les Contamines a Les Chapieux                    | AB        | sentiero difficile | 2.483        |
| Colle di Sageroux              | da Sixt a Champéry                                  | AB        | sentiero           | 2.413        |
| Colle des Encombres            | da Saint-Michel-de-Maurienne a Moûtiers             | AV        | sentiero difficile | 2.337        |
| Colle d'Anterne                | da Sixt a Servoz                                    | AB        | sentiero difficile | 2.263        |
| Colle di Balme                 | da Chamonix alla valle di Trient                    | AB        | sentiero difficile | 2.201        |
| Colle del Piccolo San Bernardo | da Aosta a Moûtiers                                 | AG        | strada             | 2.188        |
| Colle della Madeleine          | da La Chambre a Moûtiers                            | AV        | strada             | 1.984        |
| Col Chécrouit                  | da Courmayeur al Lago del Combal                    | AB        | sentiero difficile | 1.960        |
| Colle del Colombardo           | da Lemie a Condove                                  | AL        | strada sterrata    | 1.888        |
| Colle di Voza                  | da Chamonix a Les Contamines                        | AB        | sentiero difficile | 1.675        |
| Colle della Forclaz (F)        | da Chamonix a Saint-Gervais                         | AB        | sentiero difficile | 1.556        |
| Colle della Forclaz (CH)       | da Argentière a Martigny                            | AB        | strada             | 1.520        |
| Colle del Lys                  | da Viù a Rubiana                                    | AL        | strada asfaltata   | 1.311        |

## Parchi

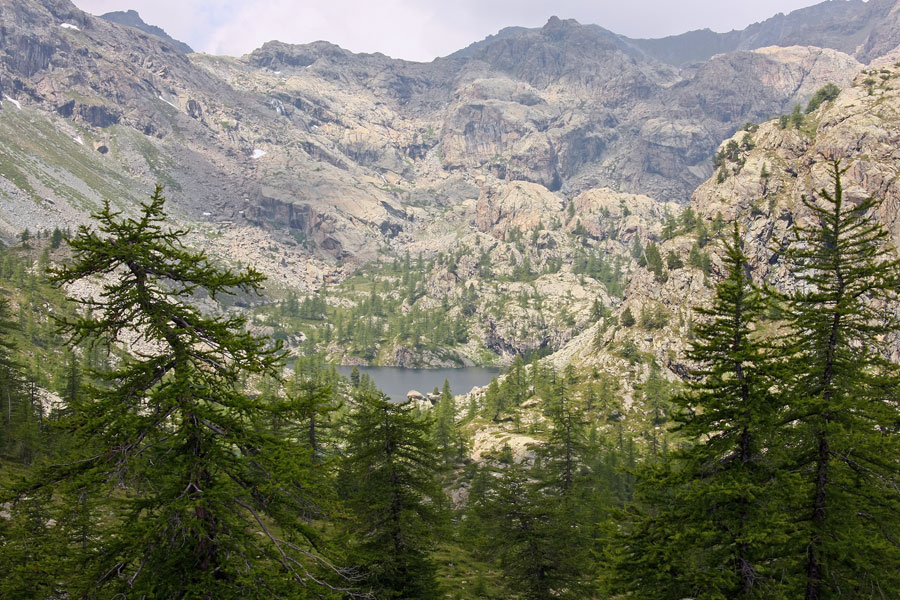
Il Parco naturale del Mont Avic.

Le Alpi Graie ospitano vari parchi destinati alla conservazione e valorizzazione delle bellezze naturalistiche. Per primo è stato istituito il Parco nazionale del Gran Paradiso e poi vari altri.
Attualmente si possono elencare due parchi nazionali:
- Parco nazionale del Gran Paradiso che interessa le Alpi del Gran Paradiso
- Parco nazionale della Vanoise che interessa le Alpi della Vanoise e del Grand Arc

un parco regionale
- Parco naturale del Mont Avic

varie riserve naturali regionali, tra le quali
- Riserva naturale integrale della Madonna della Neve sul Monte Lera
- Riserva naturale speciale del Sacro Monte di Belmonte
- Riserva naturale speciale dell'Orrido e stazione di Leccio di Chianocco
- Riserva naturale speciale dei Monti Pelati e Torre Cives
- Riserva naturale speciale dell'Orrido di Foresto e Stazione di Juniperus oxycedrus di Crotte San Giuliano

e un parco di interesse provinciale
- Parco Naturale di interesse provinciale del Col del Lys.

Alcune aree di interesse naturalistico non incluse in parchi o riserve naturali sono però tutelate dall'istituzione di siti di interesse comunitario (SIC) della rete europea Natura 2000, come ad esempio il "Pian della Mussa" (codice IT1110029) o il "Monte Musinè e Laghi di Caselette" (codice IT1110081).

## Rifugi

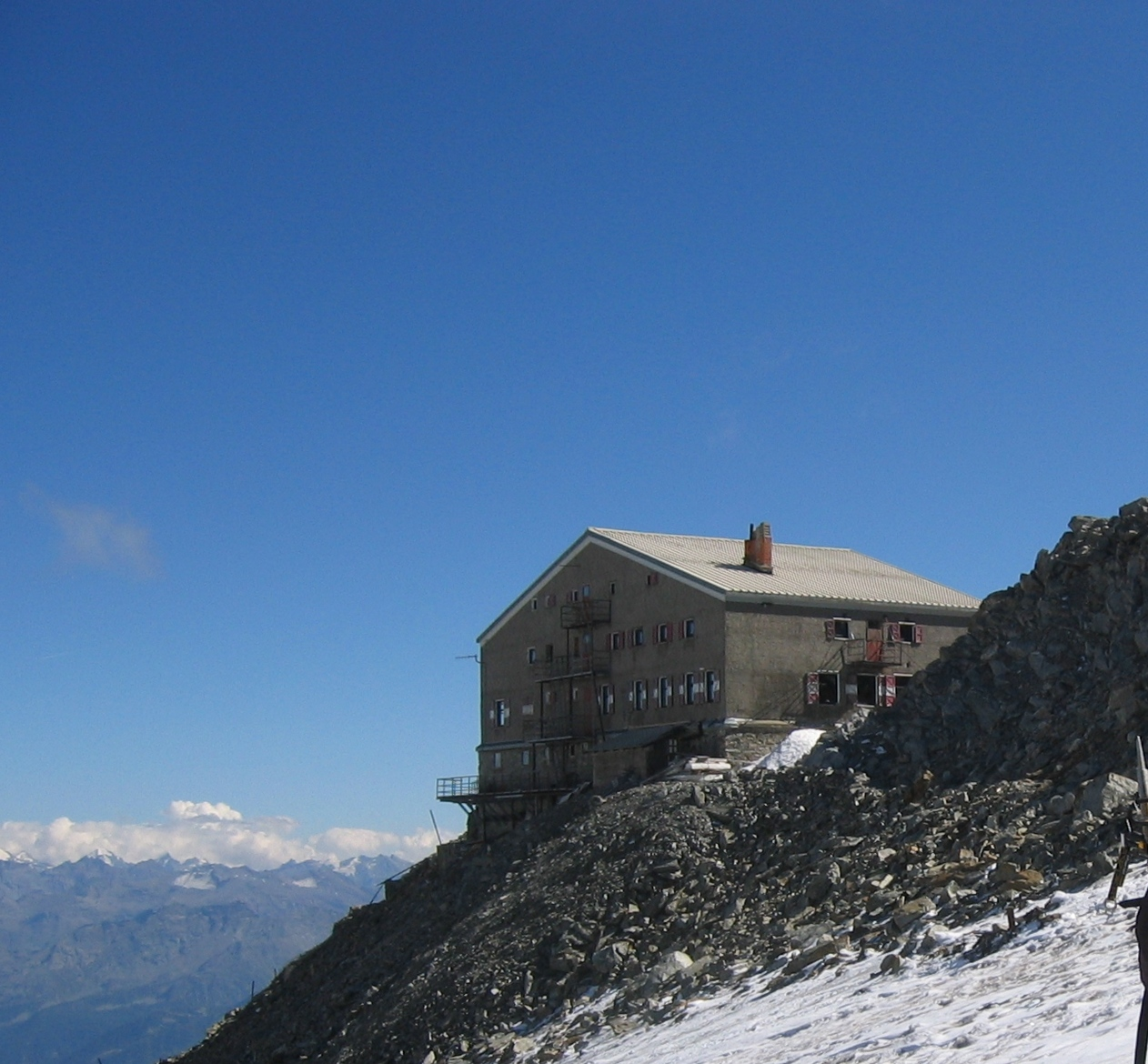
Il rifugio Torino nel massiccio del Monte Bianco.

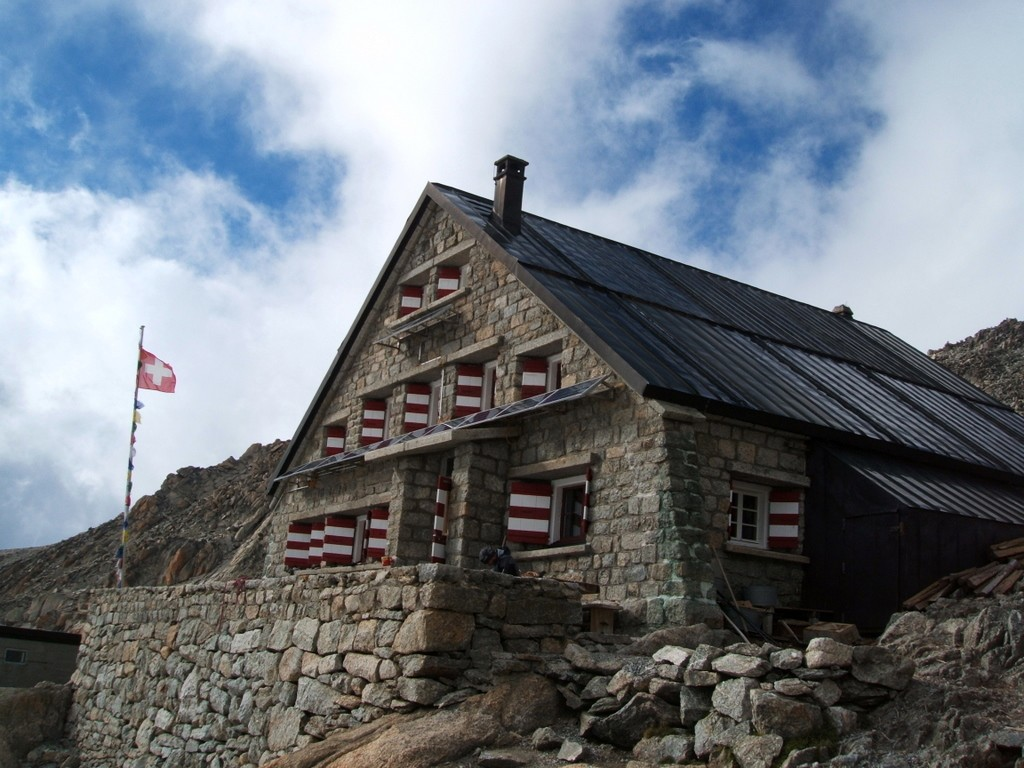
Rifugio del Trient

Per facilitare l'escursionismo e la salita alle vette le Alpi Graie sono dotate di numerosi rifugi alpini:
- Rifugio del Goûter - 3.817 m
- Rifugio des Cosmiques - 3.613 m
- Rifugio Torino - 3.375 m
- Rifugio Quintino Sella - 3.363 m
- Rifugio del Trient - 3.170 m
- Rifugio di Tête Rousse - 3.167 m
- Rifugio Francesco Gonella - 3.071 m
- Rifugio dei Grands Mulets - 3.051 m
- Rifugio degli Angeli al Morion - 2.916 m
- Rifugio Vittorio Raffaele Leonesi - 2.909 m
- Rifugio Cà d'Asti - 2.854 m
- Rifugio Gabriele Boccalatte e Mario Piolti - 2.803 m
- Rifugio du Carro - 2.760 m
- Rifugio Federico Chabod - 2.750 m
- Rifugio Vittorio Emanuele II - 2.732 m
- Rifugio Bartolomeo Gastaldi - 2.659 m
- Rifugio Ernesto Tazzetti - 2.642 m
- Rifugio Luigi Cibrario - 2.616 m
- Rifugio città di Chivasso - 2.604 m
- Rifugio Cesare Dalmazzi al Triolet - 2.590 m
- Rifugio des Evettes - 2.590 m
- Rifugio Monzino - 2.590 m
- Rifugio Vittorio Sella - 2.584 m
- Rifugio des Conscrits - 2.580 m
- Rifugio Sogno di Berdzé al Péradzà - 2.526 m
- Rifugio Arbolle - 2.507 m
- Rifugio Albert Deffeyes - 2.494 m
- Rifugio Pian della Ballotta - 2.470 m
- Rifugio Gian Federico Benevolo - 2.287 m
- Rifugio Paolo Daviso - 2.280 m
- Rifugio de Vallombrun - 2.270 m
- Rifugio Guglielmo Jervis - 2.250 m
- Rifugio dell'Averole - 2.210 m
- Rifugio Elisabetta Soldini Montanaro - 2.195 m
- Rifugio Dondena - 2.192 m
- Rifugio du Cuchet - 2.160 m
- Rifugio Città di Cirié - 1.850 m
- Rifugio de Miage - 1.559 m

## Curiosità
Nel detto ampiamente usato per insegnare la partizione delle Alpi italiane Ma con gran pena le reca giù le Alpi Graie sono rappresentate dalla terza sillaba, Gra.